# Христо Мутафов
Христо Анастасов Мутафов е български политик.

## Биография
Роден е на 2 август 1872 година в град Севлиево. В периода 1900 – 1910 година учи право в Женева. Между 1910 – 1942 година работи като адвокат. Членува в БРСДП (широки социалисти). Между 1911 и 1913 е подпредседател на XV ОНС. През 1922 година става член на Конституционния блок, а на следващата година в обединената Народнопрогресивна партия. Взема участие в подготовката на Деветоюнския преврат и членува в Демократическия сговор. Умира на 5 август 1942 година в град София.